# عامه‌پسند (فیلم ۱۳۹۸)
عامه‌پسند فیلمی به کارگردانی و نویسندگی و تهیه‌کنندگی سهیل بیرقی محصول سال ۱۳۹۸ است. این فیلم در بخش سودای سیمرغ سی و هشتمین دوره جشنواره فیلم فجر حضور داشت. تصویر فاطمه معتمدآریا و باران کوثری از تبلیغات محیطی «عامه‌پسند» حذف شد.
در آبان ۱۴۰۲، فیلم عامه‌پسند به کارگردانی سهیل بیرقی پس از چهار سال، اکران شد. وزارت فرهنگ و ارشاد اسلامی استفاده از تصویر دو بازیگر زن فیلم، فاطمه معتمدآریا و باران کوثری، را در اقلام تبلیغاتی ممنوع کرد. در واکنش، گروه سازنده تصمیم گرفت تصویر هوتن شکیبا، بازیگر مرد فیلم، را نیز از پوسترها و تبلیغات محیطی حذف کند. در نتیجه، پوستر رسمی فیلم بدون تصویر بازیگران و تنها با نام فیلم و عوامل منتشر شد. این اقدام به‌عنوان واکنشی اعتراضی نسبت به محدودیت‌های اعمال‌شده بر بازیگران زن در فضای فرهنگی ایران ارزیابی شد.

## داستان فیلم
داستان در مورد زنی است که در سن میانسالی و بعد از سال‌ها تلاش و زحمت برای یک زندگی، متوجه خیانت همسرش می‌شود و تصمیم می‌گیرد با برگشتن به شهر زادگاه خود، شیوه زندگی خود را تغییر دهد، اما تغییرات او چندان عامه پسند و مورد تأیید مردم نیست ….

## نام فیلم
بیرقی دربارهٔ نام فیلم گفته که برخلاف نامش، کارکردی در نقد این جریان دارد.
نام انگلیسی فیلم هم بر همین اساس Unpopular است.

## سه‌گانهٔ زنانه
این فیلم، تکمیل سه‌گانه سهیل بیرقی دربارهٔ زنان جامعه است که در شهرضا ساخته شده است. شخصیت‌های محوری دو فیلم قبلی این فیلمساز را لیلا حاتمی و باران کوثری بازی می‌کردند که به ترتیب نماینده‌ای از زنان دهه پنجاه و شصت بودند، حالا شخصیت اصلی فیلم «عامه‌پسند»، نمایندهٔ زنی از دهه چهل است که فاطمه معتمدآریا نقش او را به عهده دارد
خود بیرقی عمدی بودن این موضوع را رد کرده است. او گفته هیچگاه تصمیم به ساخت سه‌گانهٔ زنانه نداشته و سه‌گانه به نظر رسیدن آثارش، ناخودآگاه و بر اساس شرایط است و حتی در فیلمنامه و کارگردانی برعکس آثار قبلی‌اش است، چون فیلمنامه‌های قبلی بر اساس الگوهای کلاسیک و با فراز و فرود نوشته شده، اما این فیلم بر اساس خرده پیرنگ و ضد داستان پیش می‌رود و ساختار زمانی جابه‌جا می‌شود.

## بازیگران
- فاطمه معتمدآریا در نقش فهیمه میربد
- هوتن شکیبا در نقش میلاد بداغی
- باران کوثری در نقش افسانه شیرخدایی

## جوایز

### سی و هشتمین دوره جشنواره فیلم فجر
| بخش                       | نامزد       | نتیجه    |
| ------------------------- | ----------- | -------- |
| بهترین بازیگر نقش مکمل زن | باران کوثری | نامزدشده |

## مخالفت‌ها

### لغو اکران مشهد
در ۱۵ بهمن ۱۳۹۸، سهیل بیرقی با انتشار یادداشتی در اینستاگرام از لغو اکران فیلم در مشهد خبر داد و گفت که هنوز دلیل مشخصی برای لغو آن ارائه نشده است.

او در بخشی از این یادداشت گفت:
در مشهد جلوی نمایش «عامه‌پسند» را گرفتند! به همه زنگ زدم همه می‌گویند “از بالاً گفته‌اند!! کجاست این “بالا”؟! کاش می‌شد با این بالا حرف زد! باید جواب دهد چگونه فیلمی که هنوز ندیده است را تصمیم می‌گیرد که دیگران هم نبینند و حذفش می‌کند. چرا خودش را نشان نمی‌دهد این بالا؟!